# Bemelen

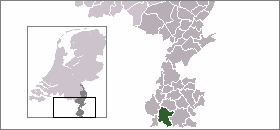
Localización del municipio de Margraten.

Bemelen (Bieëmele, en limburgués) es una localidad situada en el término municipal de Margraten, en la provincia neerlandesa de Limburgo. Se sitúa cerca del valle del Mosa, 5 km al oeste de Maastricht.
En 2001, vivían en Bemelen unos 308 habitantes, repartidos por una superficie de sólo 0,06 km². De hecho, hasta 1982 fue uno de los términos municipales más pequeños de los Países Bajos. En 1970 se anexionaron muchas partes del municipio a Maastricht.
Bemelen es conocido por la reserva natural De Bemelerberg y por la fosa 't Rooth.